# Biarum rhopalospadix
Biarum rhopalospadix är en kallaväxtart som beskrevs av Karl Heinrich Koch. Biarum rhopalospadix ingår i släktet Biarum och familjen kallaväxter. Inga underarter finns listade.